# Settimo San Pietro
Settimo San Pietro é uma comuna italiana da região da Sardenha, em cidade metropolitana de Cagliari, com cerca de 5.924 habitantes. Estende-se por uma área de 23 km², tendo uma densidade populacional de 258 hab/km². Faz fronteira com Quartucciu, Selargius, Serdiana, Sestu, Sinnai, Soleminis.

## Demografia
| Variação demográfica do município entre 1861 e 2011                               |
|                                                                                   |
| Fonte: Istituto Nazionale di Statistica (ISTAT) - Elaboração gráfica da Wikipedia |